# Mister Know-It-All
Mister Know-It-All (oder Mr. Know-It-All; dt.: Herr Weiß-Es-Alles) ist eine amerikanische animierte Webserie, welche vom Technologie-Nachrichtenmagazin Wired produziert wird und auf der berühmten Beratungskolumne basiert.

## Hintergrund
Nachdem Wired Condé Nasts digitalem Videonetzwerk beitrat, wurden fünf originale Webserien für Wireds Videokanal angekündigt, darunter Mister Know-It-All und Codefellas.

## Produktion
Die Animationen für Mister Know-It-All werden von M. Wartellas Studio, Dream Factory Animation, für Condé Nast und @radical.media im Stil vom Illustrator Christoph Niemann produziert. Die Musik- und Audiogestaltung wird von Sam Retzer erstellt.
Der erste Trailer wurde am 4. Juni 2013 hochgeladen. Die erste Episode, „Toddler Music“, wurde am 14. Juni 2013 hochgeladen, und die zweite Episode, „Expired Medication“, am 26. Juli 2013.

### Episoden
- Mister Know-It-All Episode 1: Toddler Music auf YouTube
- Mister Know-It-All Episode 2: Expired Medication auf YouTube